# Comptosia pilosa
Comptosia pilosa är en tvåvingeart som beskrevs av Yeates 1991. Comptosia pilosa ingår i släktet Comptosia och familjen svävflugor.
Artens utbredningsområde är Western Australia. Inga underarter finns listade i Catalogue of Life.